# Aleksandyr Dimitrow
Aleksandyr Tenew Dimitrow (bułg. Александър Тенев Димитров, ur. 1878 we wsi Słokoszczica, Obwód Kiustendił, zm. 22 października 1921 w Gornej Koznicy, Obwód Kiustendił) – bułgarski nauczyciel i polityk, deputowany do Zgromadzenia Narodowego 14. (1908–1911), 16. (1913), 17. (1914–1919), 18. (1919–1920) i 19. (1920–1923) kadencji, minister spraw wewnętrznych Carstwa Bułgarii (1919–1921), minister wojny (1921), minister kolei, poczt i telegrafów (1921).

## Życiorys
W 1895 ukończył szkołę pedagogiczną w Kiustendile, a następnie pracował jako nauczyciel we wsiach Nowoseliany, Gorna Koznica, Korkina, Bobow Dol i Szatrowo, zajmował się także promowaniem wśród ludności wiejskiej nowoczesnych metod uprawy roślin. W czasie pobytu w Szatrowie wydawał czasopismo Szatrowski glas. W tym czasie korespondował z działaczem ludowym Janko Zabunowem. Od 1899 zaangażował się w tworzenie Bułgarskiego Ludowego Związku Chłopskiego (zemedelców). Od 1906 pełnił funkcję skarbnika partii, a następnie jej sekretarza. Współpracował także z Wewnętrzną Macedońsko-Odryńską Organizacją Rewolucyjną (WMORO), a zwłaszcza z jej działaczem Jane Sandanskim. W 1908 po raz pierwszy uzyskał mandat deputowanego do parlamentu, od 1914 pełnił funkcję przewodniczącego klubu parlamentarnego zemedelców. W czasie I wojny światowej należał do przeciwników zaangażowania Bułgarii w działania wojenne.
W 1919 objął kierownictwo resortu spraw wewnętrznych i zdrowia publicznego w gabinecie Aleksandra Stambolijskiego. Na przełomie 1919/1920 zajmował się tłumieniem strajku kolejarzy i pocztowców. W 1921 objął kierownictwo resortu wojny. Aby złagodzić konflikty Bułgarii z Królestwem SHS i Grecją podjął działania zmierzające do ograniczenia aktywności oddziałów macedońskich na pograniczu.

## Zamach i śmierć
22 października 1921 Dimitrow został zamordowany na rozkaz przywódcy WMORO Todora Aleksandrowa. Minister wyjechał z Sofii samochodem służbowym do Gornej Koznicy wspólnie z bratankiem i czeskim przedsiębiorcą. W odległości 17 km od Kiustendiłu samochód zaatakował oddział Iwana Byrły. Po wybuchu bomby samochód zjechał na pobocze, próbujący się bronić Dimitrow został zastrzelony, a następnie martwe już ciało zmasakrowano nożami. Zginęli także towarzysze podróży Dimitrowa. Napastnicy zrabowali pieniądze i kosztowności przewożone w samochodzie.

## Życie prywatne
Aleksandyr Dimitrow był żonaty (żona Apragia), miał córkę Irinę.

## Publikacje
- 1899: Събуден селянин
- 1899: Мисли и мечти
- 1900: Нещастна сирота
- 1906: Пропорционалната изборна система
- 1908: Сдружените земеделци и изборната борба
- 1909: Наръчната книжка за сдружения земеделец